# Miquel Urdangarin i de Borbó
Miquel Urdangarin i de Borbó (Barcelona, 30 d'abril de 2002) és un biòleg marí i aristòcrata espanyol, fill de la infanta Cristina i d'Iñaki Urdangarin, així com nebot del rei Felip VI d'Espanya. És novè en la successió de la corona espanyola.
Va néixer a la Clínica Teknon de Barcelona el 30 d'abril de 2002, fill de la infanta Cristina de Borbó i d'Iñaki Urdangarin, antics ducs de Palma. El 24 de juny va ser batejat al Palau de la Zarzuela, on va actuar com a padrí el seu oncle, Felip VI, llavors encara príncep d'Astúries.
Va iniciar els seus estudis al Liceu Francès de Barcelona. Quan tenia set anys va traslladar-se a Washington, i després a Ginebra, amb la seva família per allunyar-se de l'escàndol arran del cas Nóos. Durant aquells anys, va fer el batxillerat a un col·legi internacional de Ginebra. Després va abandonar Suïssa i va instal·lar-se al Regne Unit, on el 2023 va llicenciar-se en Ciències del Mar en la Universitat de Southampton. A finals de 2023, va tornar a Ginebra a residir a casa de la seva mare, amb l'objectiu de cursar estudis per ser monitor d'esquí, una de les seves passions. El març de 2024 va patir un accident d'esquí mentre feia el curs, que va provocar-li un cop al genoll, del qual està previst que sigui operat.
De la mateixa manera que el seu germà Joan, ha procurat dur una vida discreta i allunyada dels focus mediàtics.

## Títols
- 30 d'abril de 2002-present: Excel·lentíssim senyor don Miguel de Tots Sants Urdangarin i Borbó, gran d'Espanya.